# Edison Machín
Edison Javier Machín (Montevideo, Uruguay, 10 de octubre de 1965) es un exfutbolista y actual entrenador uruguayo. Jugaba de medio centro.
Dirigió de manera interina al Club Atlético Peñarol, en 2010.
De 2011 a 2013 formó parte del cuerpo técnico de Diego Aguirre, durante su estadía en el Al-Rayyan de Catar. 

## Clubes

### Como jugador
| Club                 | País      | Año       |
| -------------------- | --------- | --------- |
| Sud América          | Uruguay   | 1985-1986 |
| Rentistas            | Uruguay   | 1986-1987 |
| Racing de Montevideo | Uruguay   | 1987-1988 |
| Miramar Misiones     | Uruguay   | 1988-1989 |
| Argentinos Juniors   | Argentina | 1992-1993 |
| Cerro                | Uruguay   | 1993-1994 |
| Palestino            | Chile     | 1995      |
| Cerro                | Uruguay   | 1996      |
| Progreso             | Uruguay   | 1999      |

### Como entrenador
| Club      | País    | Año  |
| --------- | ------- | ---- |
| Rentistas | Uruguay | 2008 |
| Peñarol   | Uruguay | 2010 |